# 圖爾寬戰役
圖爾寬戰役(The Battle of Tourcoing)發生於1794年5月18日，法蘭西共和國軍隊在約瑟夫·蘇罕的指揮下擋住反法同盟薩克森-科堡親王約西亞的入侵。當時法軍的指揮官讓-夏爾·皮什格魯暫時不在崗位，為了避免被包圍的威脅，蘇罕和師級指揮官讓·維克多·莫羅和雅克·菲利普布拉德臨危受命在法國北部里爾附近的圖爾寬迎戰部署位置分散的反法同盟軍。
同盟軍指揮官卡爾·馬克·馮·萊貝里希計畫將法軍包圍在梅嫩和科特賴克之間，但奧地利軍隊因為法軍的抵抗而進展緩慢。蘇罕臨時指揮的北方軍團則在圖爾寬遭遇到英奧聯軍，七萬四千名反法同盟軍面對七萬名法軍佔有數量上的優勢。但法軍進行鉗形攻勢，分別攻擊約克公爵指揮的英軍和薩克森-科堡親王指揮的奧軍並各個擊破，約克公爵勉強渡河避免被俘。同盟軍損失約五千五百人，主要敗因為聯軍之間默契不足，尚有部隊未抵達戰場。圖爾寬戰役意謂著反法同盟勢力撤出低地國和法國西歐霸主地位的開始。

## 資料來源
1. ↑  Smith, p 79